# Zakazany owoc (psychologia)
Efekt zakazanego owocu (ang. the forbidden fruit effect) – pojęcie pochodzące z psychologii społecznej, związane z funkcjonowaniem poznawczym w bliskiej relacji interpersonalnej. Zjawisko to zachodzi w sytuacji, gdy uwaga podmiotu jest ograniczona i odwrócona zewnętrznie od atrakcyjnych osób przeciwnej płci. W takiej sytuacji osoby atrakcyjne stają się bodźcami bardziej przyciągającymi uwagę i lepiej zapamiętywanymi. Jest to związane z tendencją do chęci posiadania czegoś, co jest trudno dostępne lub niedostępne. 
Nazwa efektu to frazeologizm biblijny zaczerpnięty z Księgi Rodzaju. Wyrażenie jest związane z historią wygnania pierwszych ludzi z ogrodu Eden, którzy zrywając owoc z drzewa poznania dobra i zła (Rdz, 2.9) przeciwstawili się woli bożej.
W psychologii bliskich związków hipoteza zakazanego owocu opisuje efekt zwiększonego wpływu atrakcyjnych alternatywnych partnerów na postawę wobec obecnego związku, spowodowany zewnętrznym przymusem ignorowania tych alternatyw. Efekt ten można porównać do twierdzenia teorii reaktancji, według której zablokowanie osobie możliwych aktywności powoduje bunt i chęć odzyskania swobody, co owocuje wzrostem atrakcyjności zewnętrznie zakazanych opcji. W przypadku relacji romantycznej inne, atrakcyjne osoby stają się możliwością zablokowaną przez motywację ochrony związku, przez co ich postrzegana atrakcyjność wzrasta, powodując szereg efektów niekorzystnych dla związku. W badaniach DeWalla i współpracowników wykazano, że skłonienie ludzi do odwracania uwagi od atrakcyjnych osób powoduje spadek deklarowanej satysfakcji i zaangażowania w obecny związek. Ponadto, osoby atrakcyjne, mimo prób odwrócenia od nich uwagi, są zapamiętywane lepiej niż osoby średnio atrakcyjne. Z kolei kiedy konieczność ignorowania atrakcyjnych osób znika, ludzie wykazują tendencję do poszukiwania ich w najbliższym otoczeniu.
Efekt nie zachodzi w przypadku wewnętrznej motywacji do pomijania atrakcyjnych alternatyw. Według badań, doświadczenie miłości skłania ludzi do większego zaangażowania w relację oraz do hamowania myśli dotyczących atrakcyjnych osób spoza związku. Efekt zakazanego owocu zaobserwowano również w badaniach dotyczących użytkowania mediów: ograniczenia wiekowe i inne ostrzeżenia mające na celu zapobiegnięcie nabywaniu materiałów medialnych przez osoby, dla których są one nieodpowiednie, zwiększa atrakcyjność tych treści dla grupy, dla której są one zakazane.